# Vertraagde-slaapfasesyndroom
Het vertraagde-slaapfasesyndroom (Engels: delayed sleep-phase syndrome - DSPS) is een chronische stoornis, waarbij de biologische klok van de patiënt niet synchroon loopt met het 's-ochtends-opstaan/'s-avonds-slapen-patroon van de meerderheid van volwassenen en adolescenten. Patiënten met de slaapritmestoornis DSPS vallen pas zeer laat in slaap en hebben ook problemen met opstaan in de ochtend.
Vaak melden de patiënten, dat ze niet in slaap kunnen vallen tot vroeg in de vroege ochtend, maar elke nacht vallen ze omstreeks dezelfde tijd in slaap, ongeacht het tijdstip van naar bed gaan. Daardoor kunnen ze in de problemen komen als ze op tijd op moeten staan voor een normale school- of werkdag, aangezien ze in die gevallen maar een paar uur slaap hebben gehad. Maar als ze zich aan hun eigen slaapschema kunnen houden en ze naast DSPS geen andere stoornis zoals slaapapneu hebben, dan slapen ze goed, worden uit zichzelf wakker en voelen zich niet slaperig tot de volgende nacht. Ze hebben een normale behoefte aan slaap, bijvoorbeeld van 4 uur 's nachts tot 12 uur 's middags.
Het syndroom ontstaat meestal in de vroege jeugd of puberteit en in enkele gevallen verdwijnt het ook weer tijdens de puberteit of vroege adolescentie.
De eerste keer dat DSPS formeel werd omschreven was in 1981, door Dr. Elliot D. Weitzman en anderen in het Montefiore Medical Center. Het syndroom is verantwoordelijk voor 7-10% van de gevallen met chronische insomnie. Desondanks zijn er toch nog maar weinig artsen die zich bewust zijn van het bestaan ervan. Daardoor wordt het in hun praktijk vaak niet behandeld, of niet op de juiste manier aangepakt. DSPS werd en wordt helaas nog vaak foutief gediagnosticeerd als een vroege vorm van insomnia, ongedisciplineerdheid bij de patiënt of als een psychische of psychiatrische aandoening.
Het is de tegenhanger van het versnelde-slaapfasesyndroom.

## Definitie
Volgens de International Classification of Sleep Disorders (ICSD) zijn de belangrijkste kenmerken:
- De tijden van naar bed gaan en wakker worden zijn hardnekkig later dan gewenst.
- De tijden van het naar bed gaan zijn elke nacht wel ongeveer op hetzelfde tijdstip.
- Extreme moeilijkheid om op het gewenste tijdstip wakker te worden, vooral 's ochtends.
- Er zijn over het algemeen geen problemen met de kwaliteit van de (te korte) nachtrust.
- Het slaapritme naar het slaap-waakritme van normale mensen te forceren, is een in verhouding ernstige tot absolute onmogelijkheid (en kan tevens kwalijke gevolgen hebben voor de concentratie).

De volgende eigenschappen van DSPS onderscheiden het van andere slaapstoornissen:
- Mensen met DSPS hebben een normale -en soms zelfs groter dan normale- mogelijkheid om te slapen in de ochtend en in de middag. Dit in tegenstelling tot de mensen met insomnia die 's ochtends niet minder moeilijk in slaap kunnen vallen dan 's nachts.
- Jonge kinderen met DSPS weigeren naar bed te gaan voor ze moe zijn, maar dit geworstel met bedtijd verdwijnt vaak als het ze wordt toegestaan om op te blijven tot het tijdstip dat ze slaperig worden. Zij zullen vaak 's middags moe zijn.
- DSPS-patiënten kunnen goed en regelmatig slapen als ze hun eigen slaapschema kunnen volgen.
- Mensen met DSPS vallen min of meer op hetzelfde tijdstip in slaap en de slaap komt redelijk snel als de persoon naar bed gaat omstreeks zijn/haar normale bedtijd.
- Er is verband aangetoond met een ontregeld en zeer variërend eetpatroon, en onregelmatige stoelgang.
- DSPS is een chronische conditie. De diagnose DSPS wordt dan ook niet gegeven tot de patiënt de symptomen minstens een maand heeft gehad.

Uit gesprekken blijkt dat mensen met DSPS vaak extreme nachtuilen zijn. Ze voelen zich 's nachts veel alerter, creatiever en functioneler dan in de ochtend en vroege middag. DSPS-patiënten kunnen simpelweg niet in slaap vallen op de normale tijden. Ze draaien en woelen urenlang in bed en soms slapen ze per etmaal helemaal niet, voor ze wel weer op moeten om naar werk of school te gaan.
De pogingen om zichzelf tot een 9-5 werkdag te forceren werd door patiënten met DSPS ook wel vergeleken met een constante jetlag van 6 uur. Vaak lukt het de patiënt gedurende de werkweek slechts om 's nachts maar een paar uur slaap te krijgen en dit wordt vervolgens gecompenseerd door 's middags en in het weekend bij te slapen. Uitslapen in het weekend en/of lange dutjes gedurende de dag ('powernap') geven de DSPS-patiënt opluchting tijdens diens dagelijkse slaperigheid, maar bestendigen ook de late slaaptijd.
Ze hebben in veel gevallen familieleden gevraagd hen 's ochtends wakker te maken, of gebruiken meerdere wekkers. Omdat het syndroom het meest actief is tijdens de adolescentie zijn het vaak de ouders die het initiatief nemen om hulp te zoeken, nadat ze hebben gemerkt dat het extreem moeilijk is om hun kind of tiener op tijd naar school te krijgen.
Tegen de tijd dat DSPS-patiënten medische hulp gaan zoeken hebben ze vaak al vele keren geprobeerd om hun slaapschema te wijzigen. DSPS-patiënten die rustgevende middelen hebben geprobeerd melden dat de medicatie hun wel rustig en relaxed maakte, maar dat het niet werkt om in slaap te vallen.
Gefaalde tactieken om op tijd te gaan slapen en wakker te worden kunnen onder andere relax-technieken, vroege bedtijden, hypnose, alcohol, slaappillen, lezen voor het slapen, en vele huismiddeltjes zijn.
Tevens is er vaak een ernstig verhoogd cafeïnegebruik of gebruik van andere 'oppeppende' middelen, tot zelfs cocaïne.

## Cijfers
Uit een studie onder 10.000 volwassenen in Noorwegen is gebleken dat 0,17% (± 1 op de 600 personen) last heeft van DSPS. Een gelijksoortig onderzoek onder 1525 volwassenen in Japan leverde een percentage van 0,13% op. Andere studies hebben geïndiceerd dat DSPS veel vaker voorkomt; namelijk maar liefst 7%.

## Diagnose
DSPS wordt meestal vastgesteld tijdens een klinisch vraaggesprek, actigrafische observatie (het meten van de hoeveelheid beweging tijdens de slaap) en/of een slaaplogboek dat de patiënt voor minstens 3 weken dient bij te houden. Tevens kan de melatoninecurve worden bepaald door middel van de speekseltest. Het syndroom wordt echter vaak verkeerd geïnterpreteerd of als onzin van tafel geschoven. Het is vastgesteld dat het een van de slaapstoornissen is die het meest foutief wordt geïnterpreteerd als een psychiatrische stoornis. DSPS wordt vaak verward met psychologische insomnia, depressie, psychiatrische stoornissen zoals schizofrenie, ADHD of ADD, andere slaapstoornissen of bewust gedrag om school/werk te vermijden.
Er wordt in de medische wereld veel geklaagd over het lage aantal artsen dat de juiste diagnose weet vast te stellen. Naast de enkele artikelen die indertijd zijn verschenen in de vakbladen is er vaak gepleit voor betere voorlichting en onderwijzing over de diverse slaapstoornissen.

## Fysiologie
DSPS is een stoornis van het wekkersysteem van het lichaam - de biologische klok. Men vermoedt dat dit wordt veroorzaakt door een verminderde mogelijkheid om het dagelijkse slaap-waakschema in te stellen. Mensen met DSPS hebben vaak een abnormaal ingestelde biologische klok of hebben een verminderde reactie op de activerende kracht van licht op de biologische klok.
DSPS-patiënten die proberen volgens een normaal schema te leven en werken hebben grote moeilijkheden om in slaap te vallen en de ochtend erop wakker te worden, aangezien hun biologische klok niet gelijkloopt met het gangbare 9-5-schema. Dit is dus te vergelijken met mensen met een normale biologische klok die altijd 's nachts moeten werken.
Onderzoek heeft uitgewezen dat het onthouden van slaap de biologische klok van DSPS-patiënten niet opnieuw instelt, zoals bij normale mensen wel gebeurt.
Mensen met DSPS vertonen ook vertragingen in andere biologische aspecten, zoals het verloop van de melatonine-afscheiding en de lichaamstemperatuur gedurende de dag. Slaperigheid, spontaan wakker worden en andere fysiologische en biologische aspecten zijn alle vertraagd met een gelijk aantal uur.
In de meeste gevallen is het onbekend wat de oorzaken zijn van de abnormale biologische klok van DSPS-patiënten. DSPS is in sommige gevallen erfelijk en er is steeds meer bewijs te vinden dat suggereert dat het probleem in verband staat met het hPer3 (human period 3) gen.
Een verwonding aan het hoofd kan ook een van de oorzaken van DSPS zijn.
Er zijn enkele gevallen bekend waar DSPS zich heeft ontwikkeld tot het non-24-hour sleep wake syndrome. Dit is een ernstig en verzwakkend syndroom dat de patiënt dwingt om elke nacht steeds later te slapen.

## Impact op patiënten
Het gebrek aan besef van deze stoornis draagt bij aan de moeilijkheden die DSPS-patiënten dagelijks ervaren. Meestal worden patiënten jarenlang als lui en maatschappelijk ongedisciplineerd gezien, voordat de diagnose DSPS eindelijk wordt gesteld. Ook ouders worden erop afgerekend dat ze hun kinderen geen acceptabele slaappatronen meegeven.
Scholen en bedrijven tolereren maar zeer zelden dat scholieren of werknemers te laat komen, of slaperig zijn tijdens de les of het werk, of af en toe zelfs helemaal niet aanwezig zijn, en beschouwen betrokkenen niet als mensen met een chronische aandoening.
Op de World Health Organization meeting in 2004 maakten experts de aanwezigen er op attent dat, in het zicht van slaap op gezondheid het volgende het geval is:
"de effecten van DSPS op de middellange en lange termijn zijn bekend. Mensen die er last van hebben lijden aan een chronisch slaapverlies en merken de consequenties ervan op in hun gedrag en dagelijks leven. Er komt veel alcoholmisbruik voor, plus gebruik van andere middelen. Jonge DSPS patiënten neigen tot criminele activiteiten. Er is aangetoond dat de aandoening vaak hand in hand gaat met andere biologische ritmes en psychiatrische stoornissen, vooral seasonal affective disorder (zoals winterdepressie), depressies en bipolar affective disorder."
Foutief gediagnosticeerde mensen met slaapstoornissen worden vaak gezien als psychiatrische patiënten en hebben veel stress te verduren door het onbegrip in hun omgeving. Sommige patiënten krijgen verkeerde medicatie, waaronder antidepressiva.
Voor veel patiënten is de diagnose DSPS een doorbraak die hun hele leven kan veranderen.

## Behandeling
De behandeling van DSPS is zeer specifiek. Het vereist een andere benadering dan de behandeling van insomnia en men moet in acht houden dat de patiënt goed kan slapen mits hij zich kan houden aan het tijdprobleem.
Lichte gevallen van DSPS kunnen worden behandeld door de patiënt elke dag 15 minuten eerder te laten gaan slapen, totdat de gewenste bedtijd is bereikt. Ernstigere gevallen kunnen worden behandeld volgens onderstaande methoden.
Voor het begin van de behandeling wordt de patiënt gevraagd om de week van tevoren regelmatig te slapen, zonder dutjes, op de momenten die voor de patiënt goed aanvoelen. Het is namelijk zeer belangrijk dat de patiënt goed is uitgerust voor men kan beginnen met de behandeling.
Behandelingen die in de medische literatuur vermeld staan zijn onder andere:
- Lichttherapie (fototherapie)
- Chronotherapie
- Melatonine-supplement (kleine dosis)
- Ramelteon (synthetische melatonine)
- Cannabis is met succes gebruikt als een hulpmiddel tegen DSPS. De opkomst van slaap wordt beïnvloed door 2 hoofdcannabinoiden, Δ9-Tetrahydrocannabinol (THC) verhoogt melatonineproductie aanzienlijk en van cannabidiol (CBD) is aangetoond dat het werkzaam is tegen slapeloosheid. Zwaar gebruik kan leiden tot een verminderde REM-slaap en verminderd mentaal functioneren de volgende ochtend, dit is echter zwaar afhankelijk van de dosis, bij doses van 5 mg THC en CBD blijven deze bijwerkingen uit.
- Grote doses vitamine B12.
- Modafinil
- Trazodon

Als de patiënt eenmaal een vroeger slaapschema heeft bewerkstelligd, dient men zich hier heel strikt aan te houden. DSPS-patiënten wordt aangeraden niet naar bed te gaan voor ze daadwerkelijk moe zijn, omdat dit meestal toch niet resulteert in een vroegere nachtrust. Hen wordt ook aangeraden om vlak voor het naar bed gaan geen alcohol en cafeïne meer te nuttigen.

### Aanpassing aan een laat slaapritme
Er zijn nog geen langdurige behandelmethoden ontwikkeld. Ervaren geneeskundigen geven toe dat DSPS zeer moeilijk te behandelen is.
Het werken in een avond- of nachtdienst, of thuiswerken, maakt DSPS een minder groot obstakel voor degenen die het hebben. Veel van deze mensen zien hun dagschema niet als een "stoornis". Sommige DSPS-patiënten doen een dutje, of slapen 4 uur 's nachts en 4 uur overdag. Echter, lang slapen overdag bevordert de nachtrust niet. Mogelijke DSPS-vriendelijke carrières zijn beveiligingswerk, thuiswerk, werk in theater en media, freelance schrijven, werken in de horeca, callcenter werk, nachtelijke IT-werkzaamheden, werken voor bedrijven in andere tijdzones en taxi/truckrijden.

## DSPS en depressie
In de gevallen van DSPS die zijn opgeschreven in literatuur blijkt dat ongeveer de helft van de patiënten lijdt aan een depressie of andere psychische problemen. De relatie tussen DSPS en depressie is niet geheel duidelijk. Het feit dat de andere helft van de patiënten niet depressief is, suggereert dat depressie niet slechts een symptoom van DSPS is, maar eerder een gevolg. Zelfs depressieve patiënten zijn soms gebaat bij chronotherapie of andere behandelingen, ook al zal het vaak geen directe oplossing voor de depressie zelf zijn.
Het is denkbaar dat DSPS vaak een grote rol speelt in het ontwikkelen van een depressie, omdat het een zeer stressvolle en onbegrepen stoornis is. Een direct neurochemisch verband tussen slaapmechanisme en depressie is een andere mogelijkheid.
DSPS-patiënten die ook depressief zijn dienen behandeld te worden voor beide problemen.
Er is bewijs dat aantoont dat het effectief behandelen van DSPS het humeur van de patiënt kan verbeteren, en eventuele antidepressiva beter hun werk laten doen.